# Zodarion tadzhikum
Zodarion tadzhikum är en spindelart som beskrevs av Jekaterina Michajlovna Andrejeva och Viktor Tysjtjenko 1968. Zodarion tadzhikum ingår i släktet Zodarion och familjen Zodariidae. Inga underarter finns listade i Catalogue of Life.